# Любомльська центральна районна лікарня
Любомльська центральна районна лікарня — центральна районна лікарня в місті Любомль Волинської області України, центр Територіального медичного об'єднання Любомльського і Шацького районів. ЦРЛ і Територіальне об'єднання очолює заслужений лікар України, депутат обласної ради Дибель Володимир Юрійович. В лікарні працює 22 лікарі вищої категорії, 32 першої категорії, 8 другої категорії, 1 заслужений лікар України.
Лікувальний комплекс Любомльської ЦРЛ, який здали в експлуатацію у 2010 році, є одним із найкращих в області .